# Chymus
Chymus eller kymus är den trögflytande form av bearbetad mat som bildas i magsäcken och transporteras vidare till tunntarmen.
Kymus bildas genom att innehållet i magsäcken bearbetas genom att magmusklerna växelvis kontraheras, samt att innehållet blandas med magsaften. Att magsäcken behandlar maten på detta vis möjliggör att tunntarmen kan göra ett så effektivt näringsupptag som möjligt av födan.